# قمرة مكالمات

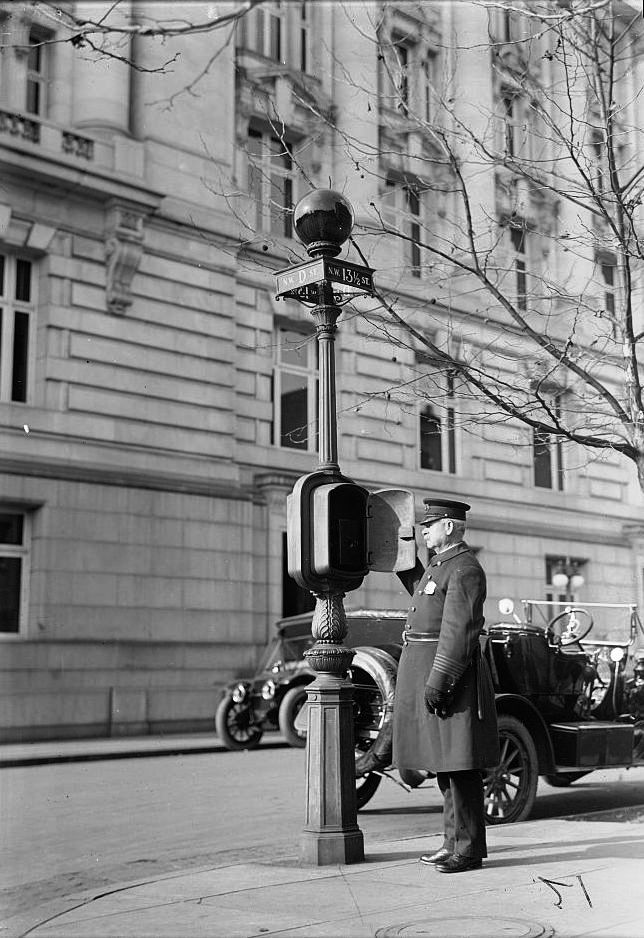
قمرة مكالمات للشرطة في وشنطن العاصمة عام 1912

قمرة المكالمات أو صندوق المكالمات هو صندوق (معدني عادة) يحوي خط هاتف مباشر ذي غرض خاص أو أي جهاز اتصالات آخر تَستخدمه مختلف قطاعات الصناعات والمؤسسات طريقةً ليتصل للموظفون أو الزبائن أو العملاء بمكتب الإرسال المركزي من مكان بعيد. يشير هذا المصطلح عند البريطانين اإلى قمرة المكالمات العامة، أما عند الأمريكين فإنه يعني هاتف الطوارئ المنصوب على الطرق السريعة.

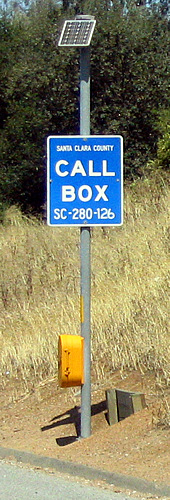
قمرة مكالامات في كلفرنية